# 随申码

一张COVID-19疫情期间的绿色“随申码”。防控转段后，随申码不再显示近期核酸检测结果，且全部为绿色。

随申码（英语：Shanghai QR Code）是上海市人民政府搭建的政务服务平台一网通办移动端“随申办”所推出的政务服务二维码，于2020年2月17日上线。该二维码最初用于2019冠状病毒病的疫情防控（即健康码），之后应用场景不断扩大，为上海市民工作生活提供便利。截至2021年7月27日，“随申码”服务累计使用已超37亿次。

## 名称来源
“随申码”的名称来源于上海一网通办移动端“随申办”，上海市大数据中心主任朱宗尧曾对此进行解释：“‘申’代指上海，‘随申’取‘随身’之意，寓意政务服务随时、随地、随身办，‘随申码’也将打造成上海方便企业市民生产生活的特色服务码”。

## 历史
2020年2月16日，仍在居家休息的上海市大数据中心数据资源部部长储昭武和同事们接到紧急开发“随申码”的任务，其后在一天内完成召集专家研讨、架构设计、数据对比等工作。2月17日，“随申码”在随申办客户端、微信小程序及支付宝小程序同步上线。
2020年3月15日，“随申码”企业版上线，各类企业可以申领单位张贴码，出入员工和访客仅需扫描即可查看并记录人员健康状态。同年4月3日，“亲属随申码”上线，可供成年人为未成年人亲属申请使用（之后，申领范围扩大至长者）。
2020年5月15日，“随申码”与电子证照库后台实现融合贯通，市民可以凭借该码在政府部门“亮码办事”。同年7月5日，“随申码”开通看病就医功能，患者可用随申码进行医保报销。同月，“随申码”开通上海地铁乘车服务，市民可在随申办客户端开通免密支付功能刷乘车码支付乘车费；后又于8月28日推出公交乘车服务。
2020年12月27日，新版随申码上线，主题色由原来的蓝色改为金色，可对持有人的姓名隐藏显示，同时“亲属随申码”界面进行了优化。之后于2021年8月，“随申码”推出离线服务（“离线码”），可供长者在社区事务受理中心或区级行政服务中心申领使用，有效期为180天。同时，“随申码”页面时间显示效果也进行了优化，时间秒数动态展示。
2022年3月上海市2019冠状病毒病聚集性疫情发生后，2022年4月19日，上海市商务委副主任周岚表示將給配送寄递人员制发“电子通行证”，用來展示48小时核酸检测阴性证明和“健康码”绿码等信息，在“随申码”页面上线。快遞員必須於4月23日起持有电子通行证才能上路。电子通行证由企业向上海市、区行业主管部门申报“企业白名单”，再按照标准格式梳理统计本企业配送寄递人员信息（同一人员仅能为一家配送寄递企业开展工作），并向上海市、区行业主管部门申报“人员白名单”，经区级行业主管部门审核通过后，按照业务类型不同分别报上海市商务委、上海市邮政管理局。上海市商务委、上海市邮政管理局分别将汇总信息报送上海市大数据中心，上海市大数据中心通过系统比对人员信息、随申码、核酸检测状况、抗原检测等信息，信息无异常人员将生成“电子通行证”。5月2日，上海市大数据中心党委副书记邵军介绍，市大数据中心在“随申码”页面上线“复工复产人员返岗电子通行证”（简称“复工证”）和“上海市保供配送人员通行证”“邮政快递公司寄递人员电子通行证”（简称“通行证”），截至当日累计发放“复工证”5851张，发放“通行证”87766张。申请“复工证”的人员需为纳入上海市复工复市白名单企业，且所在楼栋7天内无阳性的员工可办理。符合条件的企业向所在区商务主管部门申请“复工证”，区商务主管部门对返岗人员信息进行收集核对，由市商务委统一汇总确认后，报市大数据中心为返岗员工开具“复工证”。
2023年7月，上海市政府宣布“随申码”将转型为“城市码”，实现“一人一码、一企一码、一物一码”。

## 申领
“随申码”可通过“随申办市民云”客户端、微信小程序及支付宝小程序或“健康云”平台申领。上线初期，“随申码”仅限中国内地居民才可申领。2020年3月1日起，港澳台居民、外籍人士可以在支付宝进行实名认证后，在“随申办”支付宝小程序或客户端获取“随申码”。港澳人士也可直接通过注册“随申办”客户端实名用户获取“随申码”。
2020年4月3日起，“随申码”上线“亲属随申码”代领服务，初期可为未满18周岁的中国内地户籍未成年人申领（港澳台居民、外籍人士可参照成年人方式自行申领）。同年12月，“亲属随申码”申领范围扩大至60周岁及以上长者。

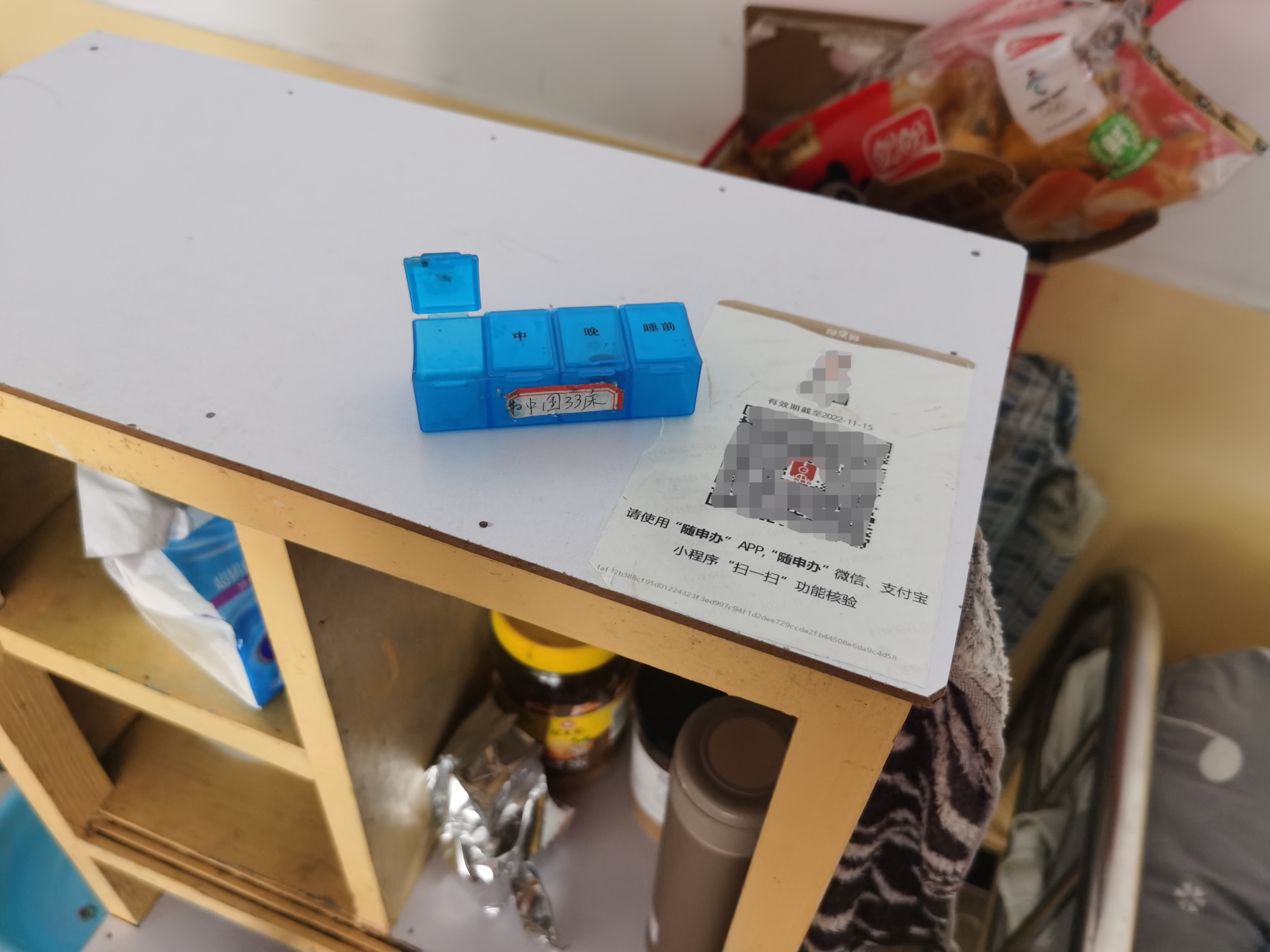
一家养老院床位上张贴的“离线码”

2021年8月，为解决部分长者无法使用智能手机查验健康码的问题，“随申码”推出离线服务（“离线码”）。年满60周岁及以上的长者可在需要核验的场所，出示有效期内的“离线码”，工作人员可通过“随申办”客户端、微信小程序、支付宝小程序的“扫一扫”功能识别并进行健康核验，核验结果与线上“随申码”一致。申领人可以凭身份证至各区行政服务中心、社区事务受理中心等提供“一网通办”自助终端服务的线下窗口，在自助终端机自行申请并打印即可， “离线码”的有效期为180天。同年10月22日，“离线码”服务对象扩大至持有中华人民共和国残疾人证的上海户籍残障人士。2022年6月，上海一网通办平台推出离线“随申码”线上申领、打印功能，市民可访问“一网通办”PC网页版进入“离线随申码”专栏或搜索“离线随申码”服务，为本人或绑定亲属“随申码”的亲属申领并打印离线“随申码”。6月底，中国银行、中国工商银行、中国农业银行、中国建设银行、交通银行在上海地区的1149个网点开通“离线随申办”申领、打印服务。

## 使用

### 作为健康码使用
自2019冠状病毒病疫情以来，随申码即作为个人健康码，可在上海市内使用。颜色上，随申码的颜色采用红、黄、绿三色。自2020年3月23日起，有14日内境外地区旅居史的入沪人员，“随申码”将赋红码，需要隔离。若随申码显示与实际情况不符，或者对随申码的数据准确性有疑议，可以通过随申码下方的“我要申诉”申诉。
“随申码”绿码可作为上海市民、来沪人员进入居住小区、园区、工厂厂区、商务楼宇以及各级行政服务中心、医疗卫生机构（发热门诊、定点收治机构除外）、电信银行服务网点等公共管理和服务机构的通行凭证，无需另行开具相关证明材料。在长三角一体化框架下，随申码也与江苏（苏康码）、浙江（浙江健康码）、安徽（安康码）的健康码实现互认。

#### 颜色定义
2022年9月18日，上海市大数据中心进一步明确“随申码”的赋码管理规则与具体工作要求。
| 随申码顏色 | 赋码原因 |
| ---------- | --- |
| 绿色       | 正常（与2019冠状病毒病无关） |
| 黄色       | - 正在实施居家健康监测的确诊病例出院（舱）人员、无症状感染者出舱人员 - 区域协查数据中经多源比对后确定的风险人员 - 防疫信息重点人员数据库中未做核酸检测的人员 - 核酸筛查“应检未检”人员 |
| 红色       | - 初筛阳性、混管阳性人员 - 确诊患者、无症状感染者、疑似患者 - 密切接触者、密接的密接 - 正在实施集中或居家隔离医学观察的入境人员（澳门入境除外） - 有高中风险区旅居史的外溢人员        |

随申码还有灰色，理论上为失踪人员，但实际上一些特权人士持有灰色码，可以免于做核酸，被防疫数据统计。上海封城期间，约有60万人持有灰码。
此外，2022年7月24日起，“随申码”对来沪返沪人员以提示方式加强动态管理。对于不在沪的用户，打开“随申码”时会出现展码提示，建议当前不在沪且有7天内国内中高风险区旅居史的人员暂缓来沪返沪。用户点击“我已知晓”即可取消，不影响市民使用；对于曾有来自或途经国内疫情中高风险区的已在沪人员，其“随申码”将暂缓展码并赋提示，直至防疫举措完成并排除风险后恢复。

### 其他场景
虽然“随申码”起源于疫情，但其应用场景不局限于疫情防控，设计之初即定位为上海公共管理和服务领域的市民随身服务码。2020年5月，上海在部分行政服务中心和社区事务受理服务中心将“随申码”应用到政务服务办理环节，申请人到窗口出示“随申码”即可预约取号、办理事项、调用证照；5月21日，上海市教委推出“毕业生就业随申码”；同月底，上海市体育局将“上海市游泳场所泳客健康承诺卡”与“随申码”关联，泳客到游泳场馆出示“随申码”即可核验健康状态并入场；6月，上海大剧院、虹口足球场等文体场馆实现闸机扫码入场，观众出示“随申码”可同步核验身份信息、健康信息、购票信息；上海图书馆在3月份实现扫“随申码”过闸机入馆，同步核验健康状态和预约信息；8月底，实现通过“随申码”办理外借读者证等。在医疗卫生方面，随申码与医保电子凭证关联，上海市民可使用“随申码医保服务”完成挂号、就诊、付费全部流程，无需携带实体卡。8月底，已实现全市公立医院医疗付费“一件事”改革全覆盖。
2020年7月，“随申码”开通上海地铁乘车服务，市民可在随申办客户端开通免密支付功能刷乘车码支付乘车费；后又于8月28日推出公交乘车服务。2021年8月16日，上海开始推进随申码、地铁乘车码和公交乘车码的“三码整合”工作，依据中华人民共和国交通运输部的乘车二维码标准，对地铁线路闸机、相关二维码进行改造。上海市大数据中心已经在8月初完成“随申码”样码图例的制发，久事集团亦启动公交、轮渡的终端和软件升级。2021年12月30日起，市民凭随申码可以乘坐地面公交和轮渡，试点用户可以乘坐部分地铁线路。2023年6月20日开始，松江有轨电车亦开始支持使用随申码乘车。

## 争议

### 涉嫌泄露隐私
2021年2月22日，一微信公众号发布报道推文《上海健康码照片非本人 疑因后台数据出错 或致个人信息泄露》，称一些上海市民发现自己的随申码照片非本人。报道中还称，“在微博、知乎等平台，常有人发帖吐槽自己的随申码上出现了别人的照片”“健康码照片显示异常的原因可能是程序漏洞，如前台手机号关联错误或后台数据库出现混乱”。报道还援引专家说法称“有潜在的个人信息被盗取的风险”。上海市大数据中心其后回应报道与实际不符，不存在个人隐私泄漏。
2022年8月，据南方都市報等媒体報導，一名駭客在駭客論壇Breach Forums發布以4000美元的價格出售随申码个人信息。發文者宣稱其中包含4850萬用戶的上海隨申碼數據，「自上海隨申碼推行以來，所有居住和到訪過上海的人員訊息。」這名駭客還公開上述數據庫的47組個資作為樣本，供潛在購買者核對，其中包含使用者姓名、手機號碼、身分證號、隨申碼顏色以及UUID（通用唯一識別碼）。記者隨機撥打30個手機號碼驗證訊息真實性，其中有8人表示其手機號碼、姓名、身分證號均屬實並曾註冊隨申碼；部分人則證實其手機號碼、姓名屬實，對於身分證號碼是否屬實未予回應；也有居民掛斷電話未回覆，還有一個手機號碼為空號。上海市大數據中心一名工作人員对此回应稱，建議居民聯繫上海12345反映，大數據中心只負責研發隨申碼，并表示「個人資訊不是我們洩露的」。上海12345工作人員對此表示並不知情，也無法處理此類事件，建議個資洩露的居民前往公安部門報案。

### 误赋黄码事件
2022年3月上海市2019冠状病毒病聚集性疫情期间，上海对核酸筛查“应检未检”的人员随申码赋黄码，但也有部分居民已参加核酸筛查或所在小区无核酸筛查安排被误赋黄码，或对仍为绿码的人员发送“已赋黄码”的短信。例如，4月29日，徐汇区爱建园小区46号楼的绝大多数居民发现随申码赋黄码，后向随申办后台申诉，后台回复其属于“应检未检”人群。而这栋楼的居民自4月22日起一直在做抗原，小区也并未安排做过核酸检测。该小区所在的田林街道表示，一直是按照市里的要求组织核酸检测，市大数据中心则表示是根据疾控中心的数据进行赋码。该工作人员同时表示，4月26日上海通知防范区不做核酸，因此街道也是严格按照要求执行。上海市大数据中心工作人员表示，此类赋黄码的情况是最近一段时间没有做核酸，被列为“应检未检”。市民如后续完成核酸筛查，结果为阴性，会自动转为绿码。仍被赋黄码的，可以通过“随申码”的“我要申诉”功能提交申诉。除此之外，闵行区莘城公寓的居民也收到了“已赋黄码”短信，但随申码仍为绿码，居民们猜测可能是群发提示。而莘庄镇某小区的居民表示母女俩的随申码都变成了黄码，但均参加了社区核酸筛查。经排查可能与户口所在地出现阳性感染者有关，但实际并非住在户口所在地，而她实际居住的楼没有居民核酸异常。

### 疑似阳性人员去世导致密接人员无法解除红码
2022年6月14日，一位曾在方舱医院接受治疗并出院的老人因基础性疾病被送入龙华医院救治，2日后不治。6月15日，老人曾接受3次核酸检测，后两次的检测结果为阴性，第一次结果为「检测中」。家人因此随申码变为红码，虽然核酸结果为阴性，但仍然无法参加老人的追悼会。徐汇区相关部门表示，老人第一次核酸结果为「检测中」，实际含义是疑似阳性，需要由区疾控中心间隔24小时后做2次核酸复核。但由于老人不幸过世，无法接受复核，其家人也无法解除密接身份。